# Simulium rhopaloides
Simulium rhopaloides es una especie de insecto del género Simulium, familia Simuliidae, orden Diptera.
Fue descrita científicamente por Craig, Englund & Takaoka, 2006.